# Геологія Білорусі
Геоло́гія Білору́сі

## Геологічна будова
Територія Білорусі розташована в західній частині Східноєвропейської платформи. В центральній і західній частині Білорусі розташована Білоруська антекліза з глибиною залягання фундаменту до 100 м. Від центральної частини масиву відходять заглиблені структури — Мазурський, Вілейський, Бобруйський, Івацевський виступи. На півдні антекліза обмежена скидом, південніше якого розташована Брестська западина, що переходить на території Польщі в Підляську западину. Південну частину Білорусі займають Прип'ятський прогин, північна частина Українського щита, Поліська, Жлобінська сідловини, Брагінсько-Лоївська сідловина, частина Дніпровсько-Донецької западини. В північно-східній частині Білорусі і суміжних районах РФ виділені Оршанська западина (глибина залягання фундаменту 1 400—1 600 м), що складається з Вітебської і Могильовської мульд, розмежованих Центральнооршанським горстом. Від Могильовської мульди до Білоруської антеклізи простягається Червенський підземний виступ. Кристалічний фундамент складений архейськими (неманська, околовська серії), нижньопротерозойськими (житковицька серія) метаморфічними породами (ґнейсами, кристалічними сланцями, амфіболітами та інші), прорваними численними інтрузіями гранітів, діоритів, габро та іншими. З породами кристалічного фундаменту пов'язані родовища залізних руд, кольорових металів, рідкісних і розсіяних елементів. Осадовий чохол на території Білорусі представлений відкладами верхнього протерозою і фанерозою. До верхньопротерозойських порід приурочені прісні, мінеральні води, високомінералізовані розсоли. Відклади палеозою (пісковики, глини, алевроліти, карбонатні, сульфатні, галогенні породи) розвинені в Оршанській і Брестській западинах, Прип'ятському прогині, Білоруській антеклізі. До них належать родовища кам'яної і калійної солей, нафти і газу, горючих сланців, кам'яного вугілля, мінеральних вод. Мезозойські відклади (алевроліти, мергелі, пісковики, глини, вапняки) поширені в Прип'ятському прогині, Брестській западині. З ними пов'язані родовища крейди, бурого вугілля, фосфоритів. З кайнозойськими породами пов'язані родовища бурого вугілля, нерудних будівельних матеріалів, а також прісні води.

## Гідрогеологія
У межах Білорусі відомі артезіанські басейни: Прибалтійський, Оршанський, Підлясько-Брестський (Берестейський) і Прип'ятський, областю живлення для яких є центральна частина Білоруської антеклізи.